# 沃爾納特鎮區 (堪薩斯州考利縣)
沃爾納特鎮區（英語：Walnut Township）為美國堪薩斯州考利縣轄下的鎮區。2010年美国人口普查中該鎮區人口有644人。

## 地理
沃爾納特鎮區涵蓋總面積為88.63平方（34.22平方英里），且環繞縣治溫菲爾德的北側及東側。

### 墓園
根據美國地質調查局的資料，此鎮區擁有1座墓園：
- 考利墓園（Cowley Cemetery）

### 溪流
通過此鎮區的溪流有：
| - 布萊克克魯克溪（Black Crook Creek） - 錫達溪（Cedar Creek） - 東巴傑溪（East Badger Creek） | - 隆埃爾姆溪（Lone Elm Creek） - 廷伯溪（Timber Creek） - 西巴傑溪（West Badger Creek） |

## 人口統計
根據2010年美國人口普查，沃爾納特鎮區人口有644人，住房271戶，人口密度為7.27人/每平方公里。此鎮區居民之種族中，白人佔95.34%，非裔美國人佔0%，美洲原住民佔1.86%，亞裔美國人佔0.16%，太平洋島裔美國人佔0%，其他種族佔0.31%，混血種族則佔2.33%。而西班牙裔或拉丁裔美國人佔此鎮區人口的1.55%。

## 外部連結
- City-Data.com （页面存档备份，存于）